# Эскишехир (ил)
Эскишехир (тур. Eskişehir) — ил на западе Турции, в регионе Центральная Анатолия.

## География
Ил Эскишехир граничит с илами: Биледжик на северо-западе, Кютахья на западе, Афьонкарахисар на юго-западе, Конья на юге, Анкара на востоке, Болу на севере.
Территория ила входит в бассейн реки Сакарья и её левого притока Порсук.
На севере ила хребет Сюндикен.

## Население
Население — 706 009 жителей (2009).
В 1912 г. здесь проживали турки (тур. türkler — тюрки/турки)— 38 200 чел., греки — 4500 чел., армяне — 4074 чел.
Крупнейший город — Эскишехир (482 тыс. жителей в 2000 году).

## Административное деление

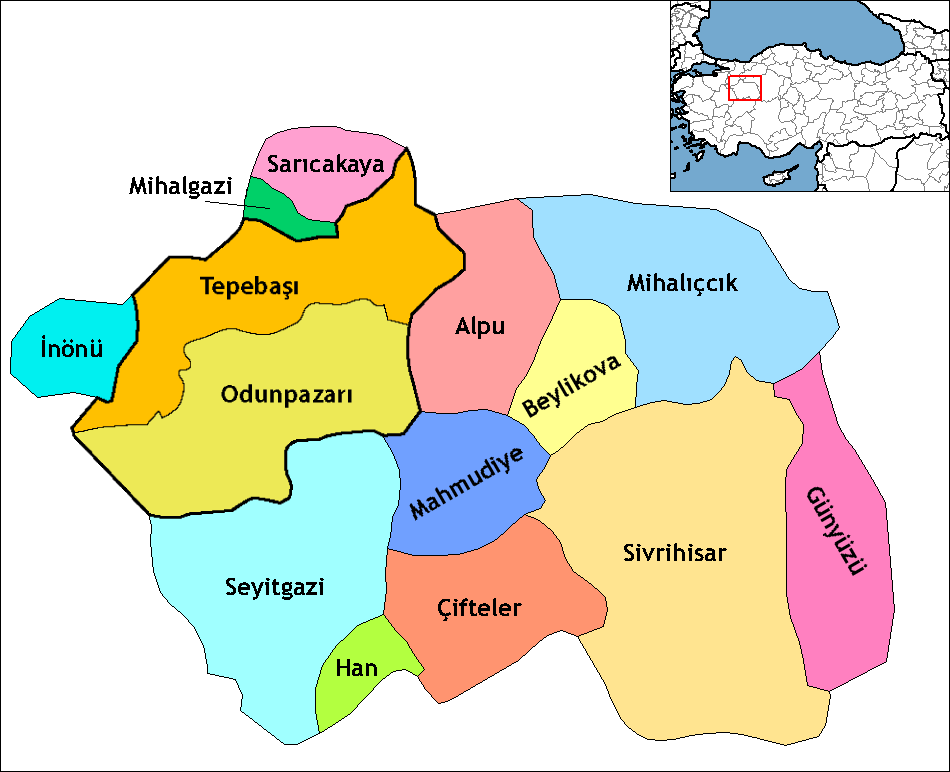

Ил Эскишехир делится на 14 районов, два из которых (Одунпазары и Тепебашы) на самом деле являются составными частями города Эскишехир (Эскишехир меркези):
1. Одунпазары (Odunpazarı)
2. Тепебашы (Tepebaşı)
3. Алпу (Alpu)
4. Бейликова (Beylikova)
5. Чифтелер (Çifteler)
6. Гюнйюзю (Günyüzü)
7. Хан (Han)
8. Инёню (İnönü)
9. Махмудие (Mahmudiye)
10. Михалгази (Mihalgazi)
11. Михалыччык (Mihalıççık)
12. Сарыджакая (Sarıcakaya)
13. Сейитгази (Seyitgazi)
14. Сиврихисар (Sivrihisar)

## Экономика
Добыча хромовой руды и сепиолита.
Город Эскишехир является важным промышленным центром: локомотиво-вагоностроительный и авиасборочный заводы, пищевая, текстильная, цементная, деревообрабатывающая промышленность.
Эскишехирский университет Османгази, Анатолийский университет.